# Conrad, Montana
Conrad är administrativ huvudort i Pondera County i Montana. Countyt grundades år 1919 och Conrad utsågs till dess huvudort.